# 라슈트라쿠타 제국
라슈트라쿠타(칸나다어: ರಾಷ್ಟ್ರಕೂಟ)는 6세기에서 10세기 사이에 인도 아대륙 대부분을 통치했던 칸나다계 제국이다. 가장 초기에 알려진 라슈트라쿠타 비문은 중인도 또는 서인도의 마나푸르 도시에서 통치를 자세히 설명하는 7세기 동판 보조금이다. 비문에 언급된 같은 시기의 다른 라슈트라쿠타 가문들은 아찰라푸르의 왕들과 카나우지의 통치자들이다. 이들 초기 라슈트라쿠타의 기원과 그들의 모국어, 그리고 그들의 언어에 대해서는 여러 가지 논란이 존재한다.
엘리치푸르 씨족은 바다미 찰루키아의 봉신이었으며 단티두르가 치세 동안 찰루키아의 키르티바르만 2세를 전복하고 오늘날 카르나타카주의 굴바르가 지역을 기반으로 제국을 건설했다. 이 일족은 마냐케타의 라슈트라쿠타로 알려지게 되었으며 서기 753년에 남인도에서 권력을 잡았다. 동시기 벵골의 팔라 왕조와 구르자라트라의 프라티하라 왕조는 각각 인도 동부와 북서부에서 힘을 얻고 있었다. 아랍 상인인 술레이만 아타지드가 남긴 문헌인 《실실라트 연대기》(سلسلة التواريخ 실실라트 타와리크[*])에서는 라슈트라쿠타를 세계 4대 제국 중 하나로 언급했다.
8세기에서 10세기 사이의 이 기간에는 풍부한 갠지스 평원의 자원을 놓고 삼자 투쟁이 벌어졌으며, 이 세 제국은 각각 짧은 기간 동안 카나우지의 권력을 장악했다. 전성기에 마냐케타의 라슈트라쿠타는 북쪽의 갠지스강과 야무나강 도압에서 남쪽의 카냐쿠마리까지 뻗어있는 광대한 제국을 통치했으며, 이는 정치적 확장, 건축적 업적 및 유명한 문학 공헌의 결실을 맺은 시기였다. 이 왕조의 초기 군주들은 힌두교의 영향을 받았고 후기 군주들은 자이나교의 영향을 받았다.
통치 기간 동안 자이나교 수학자 및 학자들은 칸나다어와 산스크리트어로 중요한 작업을 수행했다. 이 왕조의 가장 유명한 왕인 아모가바르샤 1세는 칸나다어로 쓴 획기적인 문학 작품인 카비라자마르가를 저술했다. 건축은 드라비다 양식의 이정표에 도달했으며, 오늘날 마하라슈트라주의 엘로라에 있는 카일라사나타 사원에서 가장 훌륭한 예를 볼 수 있다. 다른 중요한 기여는 카쉬비슈바나타 사원과 오늘날 카르나타카주의 파타다칼에 있는 자이나교 나라야나 사원이며 둘 다 유네스코 세계문화유산에 등재되었다.

## 역사
라슈트라쿠타 왕조의 기원은 인도사에서 논란이 많은 주제였다. 이러한 문제들은 기원전 2세기 아소카 황제 시대의 라슈트라쿠타의 초기 조상들의 기원과, 6세기와 7세기 사이에 인도 북부와 중부의 작은 왕국들과 데칸을 지배했던 여러 라슈트라쿠타 왕조들 사이의 연관성에 관련된다. 이 중세의 라슈트라쿠타와 8세기에서 10세기 사이에 통치한 만야케타(오늘날의 카르나타카주 칼라부라기 지구의 말케드)의 라슈트라쿠타의 관계도 논쟁이 되고 있다.
라슈트라쿠타사의 출처는 중세 비문, 고대 팔리어 문학, 동시대의 산스크리트어와 칸나다어의 문학, 그리고 아랍 여행자들의 일기를 포함한다. 비문, 왕실 상징, "라쉬트리카"와 같은 고대 씨족 이름, 별명(라타, 라쉬트라쿠타, 라탈루라 푸라바라디스와라), 왕조의 황자와 황녀의 이름, 동전과 같은 유물에서 얻은 단서를 바탕으로 왕조 혈통(수리야밤사 및 찬드라밤사), 출신 지역 및 조상의 고향에 대한 이론이 제안되었다. 학자들은 어떤 민족/언어 집단이 초기 라슈트라쿠타를 주장할 수 있는지에 대해 토론한다. 가능성은 칸나디가, 레디, 마라타인, 펀자브의 부족, 또는 인도의 기타 북서부 인종 그룹을 포함한다.
그러나 학자들은 8~10세기 제국 왕조의 통치자들이 칸나다어를 산스크리트어만큼 중요하게 만들었다는데 동의한다. 라슈트라쿠타 비문은 칸나다어와 산스크리트어를 모두 사용하였으며(역사학자 셀던 폴록과 잔 호벤은 그들이 대부분 칸나다어를 썼다고 주장함), 통치자들은 두 언어로 된 문학을 장려했다. 현존하는 최초의 칸나다어 문학 작품은 궁정 시인과 황족의 공로를 인정받고 있다. 이 라슈트라쿠타는 칸나디가였지만, 그들은 북부 데칸 언어에도 능숙했다.
라슈트라쿠타 제국의 심장부는 거의 대부분의 카르나타카주, 마하라슈트라주 및 라슈트라쿠타가 2세기 이상 통치했던 지역인 안드라프라데시주의 일부를 포함했다. 사만가드 동판 교부금(753)은 아마도 아찰라푸라(오늘날 마하라슈트라주의 엘리치푸르)에서 통치했던 제후왕 단티두르가가 바다미의 키르티바르만 2세의 위대한 카르나타카군(바다미 찰루키아의 군대를 지칭함)를 격파하고 753년 찰루키아 제국의 북부 지역을 장악했음을 보여준다. 그런 다음 그는 시아버지인 팔라바 국왕 난디바르만이 찰루키아에게서 칸치를 되찾고 말와의 구르자라와 칼링가, 코살라 및 스리사일람의 통치자를 물리치는 것을 도왔다.
단티두르가의 후계자인 크리슈나 1세는 현재 카르나타카와 콘칸 대부분을 그의 통제하에 두었다. 780년에 통치권을 장악한 드루바 다라바르샤의 치세 동안 왕국은 카베리강과 중인도 사이의 모든 영토를 포함하는 제국으로 확장되었다. 그는 북인도 세력의 중심지인 카나우지로 성공적인 원정을 이끌고 그곳에서 구르자라-프라티하라와 벵골의 팔라를 무찌르고 명성과 막대한 전리품을 얻었지만 더 많은 영토는 얻지 못했다. 그는 또한 탈라카두의 동찰루키아와 갠지스강을 그의 통제하에 두었다. 알테카르와 센에 따르면 그의 치세 동안 라슈트라쿠타는 범인도 세력이 되었다.

### 전성기
드루바 다라바르샤의 셋째 아들인 고빈다 3세의 제위 계승은 전례 없는 성공의 시대를 예고했다. 현재 라슈트라쿠타의 초기 수도 위치에 대한 불확실성이 있다. 그의 치세 동안 갠지스 평원을 통제하기 위해 라슈트라쿠타, 팔라 및 프라티하라 사이에 세 가지 분쟁이 있었다. 프라티하라 황제 나가바타 2세와 팔라 황제 다르마팔라에 대한 그의 승리를 설명하는 산잔 에는 고빈다 3세의 말이 히말라야 개울의 얼음물을 마셨고 그의 전쟁 코끼리는 갠지스의 성수를 맛보았다고 명시되어 있다. 그의 군사적 공적은 알렉산드로스 대왕과 마하바라타의 아르주나와 비교된다. 카나우지를 정복한 후 그는 남쪽으로 여행하여 구자라트, 카우샬, 강가바디를 확고히 장악하고 칸치의 팔라바를 복속시키고 벵기에 자신이 선택한 통치자를 임명하고 실론 국왕으로부터 복종의 표시로 두 개의 조각상(왕의 조각상 하나와 그의 장관의 조각상 하나)을 받았다. 촐라, 판디아 및 카루르의 콩구 체라는 모두 그에게 경의를 표했다. 한 역사가가 말했듯이 데칸의 북소리는 히말라야 동굴에서 말라바르 해안 해안까지 들렸다. 라슈트라쿠타 제국은 이제 카페 코모린에서 카나우지까지, 바라나시에서 바루치까지 영토를 넒혔다.
고빈다 3세의 후계자 아모가바르샤 1세는 만야케타를 그의 수도로 삼고 큰 제국을 통치했으며, 만야케타는 제국이 끝날 때까지 라슈트라쿠타의 수도로 남았다. 아모가바르샤 1세는 814년에 제위에 올랐지만 821년이 되어서야 봉신들과 대신들의 반란을 진압했다. 그는 두 딸을 결혼시켜 서강가와 평화를 이룬 다음 빈가발리에서 침략해오는 동찰루키아를 물리치고 비라나라야나라는 칭호를 취했다. 그의 통치는 고빈다 3세만큼 호전적이지 않았는데, 이웃인 강가, 동찰루키아, 팔라바와 우호적인 관계를 유지하기를 원했기 때문이다. 아모가바르샤 1세의 시대는 예술, 문학, 종교를 풍요롭게 하는 시대였다. 가장 유명한 라슈트라쿠타 황제로 널리 알려진 그는 뛰어난 칸나다어 및 산스크리트어 학자였다. 그의 카비라자마르가는 칸나다어 시학에서 중요한 랜드마크로 간주되며 산스크리트어로 된 프라슈노타라 라트나말리카는 높은 공로를 인정받은 글이며 나중에 티베트어로 번역되었다. 그의 종교적 기질, 예술과 문학에 대한 관심, 평화를 사랑하는 천성 때문에 그는 아소카 황제와 비교되어 "남방의 아소카"라고 불렸다.
크리슈나 2세의 치세 동안 제국은 동찰루키아의 반란에 직면했으며 그 규모는 대부분의 서부 데칸과 구자라트를 포함하는 지역으로 축소되었다. 크리슈나 2세는 구자라트 지점의 독립 상태를 종료하고 만야케타에서 직접 통제했다. 인드라 3세는 파라마라를 무찌르고 인도 중부에서 왕조의 재산을 되찾은 다음 갠지스강과 야무나강의 도압 지역을 침공했다. 그는 또한 벵기에 대한 영향력을 유지하면서 왕조의 전통적인 적인 프라티하라와 팔라를 물리쳤다. 카나우지에서 그의 승리의 효과는 고빈다 4세 황제의 930 동판 비문에 따라 몇 년 동안 지속되었다. 연약한 황제들의 치세 동안 제국이 북쪽과 동쪽의 영토에 대한 통제권을 상실한 후, 마지막 위대한 통치자인 크리슈나 3세는 제국을 통합하여 나르마다강에서 카베리강까지 확장하였으며, 실론 왕이 공물을 바치는 동안 북부 타밀 국가(톤다이만달람)를 포함시켰다.

### 쇠퇴와 멸망
서기 972년, 코티카 아모가바르샤의 치세 동안 파라마라 왕 시야카 하르샤는 제국을 공격하고 라슈트라쿠타의 수도인 만야케타를 약탈했다. 이것은 라슈트라쿠타 제국의 명성을 심각하게 훼손하고 결과적으로 몰락으로 이어졌다. 이후 오늘날 비자푸르구의 타르다바디 지방에서 통치하는 라슈트라쿠타의 봉신 타일라파 3세가 이 패배를 이용하여 자신이 독립을 선언함에 따라 갑작스럽게 쇠퇴했다. 마지막 황제인 인드라 4세는 슈라바나벨라골라에서 살레카나(자이나교 승려들이 시행하는 단식)를 저질렀다. 라슈트라쿠타의 몰락과 함께 데칸과 인도 북부의 봉신 및 관련 씨족은 독립을 선언했다. 서찰루키아는 만야케타를 합병하고 1015년까지 수도로 삼았으며 11세기 동안 라슈트라쿠타 심장부에 인상적인 제국을 건설했다. 지배의 초점은 크리슈나강-벤기라고 불리는 고다바리강 도압으로 옮겨졌다. 서부 데칸에 있는 라슈트라쿠타의 이전 봉신들은 찰루키아의 통제하에 있게 되었고, 탄조레의 촐라는 남쪽에서 그들의 원수가 되었다.
결론적으로 만야케타의 라슈트라쿠타의 부상은 인도, 심지어 인도 북부에도 큰 영향을 미쳤다. 술라이만(851), 알마수디(944) 및 이븐 쿠르다드바(912)는 그들의 제국이 당대 인도에서 가장 컸다고 썼고 술라이만은 더 나아가 라슈트라쿠타를 당대 세계의 4대 제국 중 하나라고 불렀다. 10세기 아랍인 알마수디와 이븐 코르디비의 여행기에 따르면, "힌두스탄의 왕 대부분은 기도하는 동안 라슈트라쿠타 왕을 향해 얼굴을 돌리고 그의 대사들 앞에 엎드렸다. 라슈트라쿠타 왕은 가장 강력한 군대를 소유하고 콘칸에서 신드까지 영토를 확장한 "왕중왕"(라자디라자)으로 알려졌다." 일부 역사가들은 이 시기를 "카나우지 제국 시대"라고 불렀다. 라슈트라쿠타는 카나우지를 성공적으로 점령하고 통치자에게 공물을 부과하고 자신을 북인도의 주인으로 제시했기 때문에 시대를 "카르나타카 제국 시대"라고도 할 수 있다. 8세기에서 10세기에 인도 중부와 북부로 정치적 확장을 하는 동안 라슈트라쿠타 또는 그 친척들은 부모 제국의 통치 기간 동안 통치하거나 몰락한 후 수세기 동안 계속 통치하거나 훨씬 후에 권력을 잡은 여러 왕국을 만들었다. 이들 중 잘 알려진 것은 구자라트의 라슈트라쿠타(757-888), 현대 카르나타카의 사운다티의 라타 왕조(875-1230), 카나우지의 가하다발라(1068-1223), 라슈트라쿠타 라자스탄(라지푸타나로 알려짐) 및 하스티쿤디 또는 하툰티(893–996), 다할(자발푸르 인근), 만도르의 라토르(조드푸르 근처), 다노프의 라토르, 오늘날 마하라슈트라주에 있었던 마유라가리의 라슈트라우다 왕조, 카나우지의 라슈트라쿠타 등이 있다. 11세기 초 라자디라자 1세가 실론 섬을 정복하면서 그곳의 네 왕이 몰락했다. 역사가 K. 필라이에 따르면 그들 중 한 명인 자프나 왕국의 마다바라자 왕은 라슈트라쿠타 왕조의 약탈자였다.

## 행정

### 중앙
비문 및 기타 문학 기록은 라슈트라쿠타가 세습제에 따라 태자를 선택했음을 나타낸다. 제위가 항상 장자에게 상속된 것은 아니다. 드루바 다라바르샤 황제의 셋째 아들인 고빈다 3세의 대관식에서 알 수 있듯이 능력은 나이와 출생 연대보다 더 중요한 것으로 간주되었다. 황제 아래에서 가장 중요한 직책은 최고 장관(마하산디비그라히)으로 그의 직위에 상응하는 5개의 휘장, 즉 깃발, 소라, 부채, 하얀 우산, 큰 북 및 판참마하샤브다스라고 하는 5개의 악기가 있다. 그의 휘하에는 사령관(단다나야카), 외무장관(마하크샤파탈라디크리타), 수상(마하마티야 또는 푸르나마티야)이 있었는데, 이들 모두는 일반적으로 제후왕 중 한 명과 관련이 있었고 정부에서 수상과 동등한 지위를 차지했음에 틀림없다. 마하사만타는 봉건적이거나 더 높은 지위의 황실 관리였다. 모든 내각 장관은 정치학에 정통하고 군사 훈련을 받았다.

### 지방
제국은 만달라 또는 라슈트라(주)로 나뉘었다. 라슈트라는 때때로 황제 자신이었던 라슈트라파티에 의해 통치되었으며, 아모가바르샤 치세에는 16개의 라슈트라가 설치되어 있었다. 라슈트라의 하위 행정 구역으로 비샤야파티라는 지방관직이 감독하는 비샤야(구)가 있었으며, 아모가바르샤의 딸인 레바카니마디가 에다토르 비샤야를 관리하는 등 여성이 중요한 비샤야를 감독하는 경우가 있었다. 신임받는 장관들이 때때로 라슈트라보다 더 많은 것을 다스렸다. 예를 들어, 아모가바르샤의 사령관인 반케샤는 바나바시-12000, 벨볼라-300, 풀리게레-300, 쿤두루-500 및 쿤다르게-70을 이끌었다. 비사야의 하위 행정 구역으로는 나두고우다 또는 나두가분다라는 지방관직이 다스리는 나두가 있다. 때때로 그러한 관리가 두 명 있었는데, 한 사람은 세습을 통해 직위를 맡았고 다른 한 사람은 중앙에서 임명되었다. 최하위 행정 단위로 그라마파티(촌장) 또는 프라부 가분다가 관리하는 그라마(촌)가 있었다.

## 군사
라슈트라쿠타군은 보병, 기병 및 코끼리의 대규모 파견대로 구성되었다. 상비군은 항상 수도 만야케타에 있는 병영에 주둔하며 상시 전쟁 준비 체제를 갖추었다. 대규모 군대는 또한 전쟁의 경우 제국의 방어에 기여할 것으로 기대되는 제후왕들에 의해 유지되었다. 제후들과 모든 관리들은 필요에 따라 직위를 옮길 수 있는 지휘관 역할도 했다.

## 경제

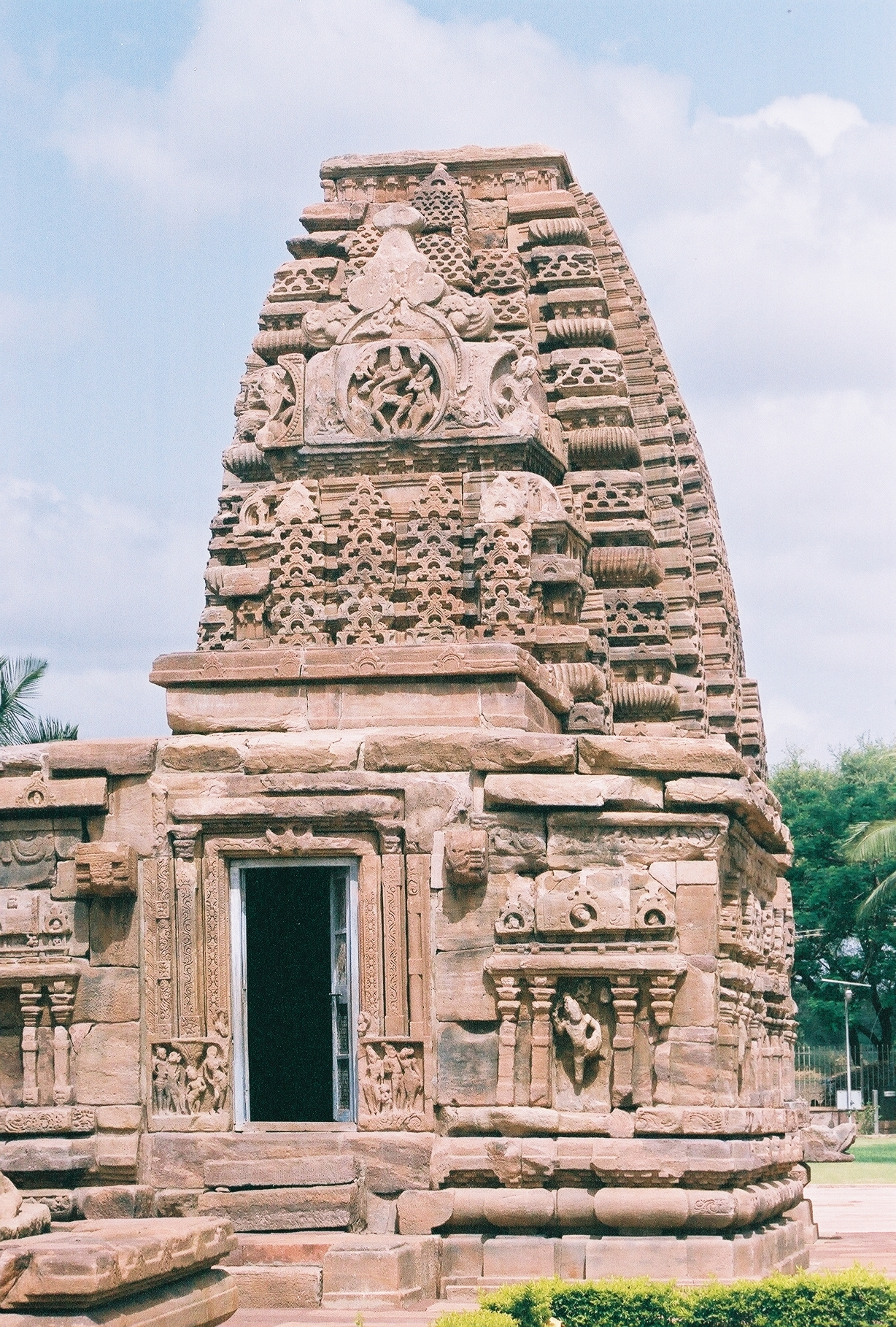
카르나타카주의 파타다칼에 있는 카시비슈바나타 사원

라슈트라쿠타 경제는 천연 및 농산물, 제조업 수입 및 정복으로 얻은 돈에 의해 유지되었다. 면화는 남부 구자라트, 칸데시 및 베라르 지역의 주요 작물이었다. 민나가르, 구자라트, 우자인, 파이탄 및 타가라는 직물 산업의 중요한 중심지였다. 무슬린 천은 파이탄과 와랑갈에서 제조되었다. 면사와 천은 바로크에서 수출되었다. 흰 옥양목은 부르한푸르와 베라르에서 제조되었고 페르시아, 로마, 카자리아, 아라비아 및 이집트로 수출되었다. 봉신 실하라가 통치하는 콘칸 지역은 많은 양의 베텔 잎, 코코넛 및 쌀을 생산했고 봉건적인 강가가 통치하는 마이소르의 무성한 숲은 샌들, 목재, 티크 및 흑단과 같은 목재를 생산했다. 향과 향수는 타나와 사이무르 항구에서 수출되었다.
데칸은 광물이 풍부했지만 갠지스 평원만큼 토양이 비옥하지는 않았다. 구리 광산인 쿠다파, 벨라리, 찬다, 불다나, 나르싱푸르, 아마드나가르, 비자푸르, 다르와르는 라슈트라쿠타의 중요한 수입원이었고 경제에 중요한 역할을 했다. 다이아몬드는 쿠다파, 벨라리, 쿠르눌, 골콘다에서 채굴되었고 수도인 마니야케타와 데바기리는 중요한 다이아몬드와 보석 무역 중심지였다. 가죽 산업과 태닝은 구자라트와 북부 마하라슈트라의 일부 지역에서 번성했다. 광대한 코끼리 무리가 있는 마이소르는 상아 산업에 중요했다.
라슈트라쿠타 제국은 아대륙의 대부분의 서쪽 해판을 통제하여 해상 무역을 용이하게 했다. 제국의 구자라트 지부는 당시 세계에서 가장 유명한 항구 중 하나였던 바로크 항구에서 상당한 수입을 얻었다. 제국의 주요 수출품은 면사, 면직물, 모슬린, 가죽, 매트, 인디고, 향, 향수, 빈랑, 코코넛, 샌들, 티크, 목재, 참기름, 상아였다. 주요 수입품은 진주, 금, 아라비아산 대추야자, 노예, 이탈리아산 와인, 주석, 납, 토파즈, 황옥, 스위트 클로버, 부싯돌 유리, 안티몬, 금은화, 노래하는 소년과 소녀(황족의 오락용), 타국에서 수입한 동전 등이었다. 말 거래는 아랍인과 일부 지역 상인이 독점하는 중요하고 수익성이 높은 사업이었다. 라슈트라쿠타 정부는 다른 항구로 가는 모든 외국 선박에 황금 가디야나카 1개의 선적세를 부과했고, 현지로 가는 선박에는 은 크타르나(동전) 1개의 수수료를 부과했다.
예술가와 공예가는 개인 사업이 아닌 법인(길드)으로 운영되었다. 비문에는 직공, 석유 기술자, 장인, 바구니 및 매트 제작자, 과일 판매자의 길드가 언급되어 있다. 손다티 비문은 지역 길드가 이끄는 지역의 모든 사람들의 집합을 가리킨다. 일부 길드는 일부 기업과 마찬가지로 다른 길드보다 우월한 것으로 간주되었으며 그들의 권한과 특권을 결정하는 황실 헌장을 받았다. 비문에 따르면 이 길드는 운송 중인 물품을 보호하기 위해 자체 민병대를 보유하고 있었고, 마을 의회와 마찬가지로 상인과 기업에 돈을 빌려주는 은행을 운영했다.
정부의 수입은 일반세, 비정기세, 벌금, 소득세, 잡세, 봉건 조공의 다섯 가지 주요 원천에서 나왔다. 긴급세는 때때로 부과되었으며, 제국이 자연재해에 직면하거나 전쟁을 준비하거나 전쟁의 참화를 극복하는 등 위기에 처해 있을 때 적용되었다. 소득세에는 황령지, 황무지, 경제에 가치가 있다고 간주되는 특정 유형의 나무, 광산, 소금, 탐사자가 발굴한 보물에 대한 세금이 포함되었다. 그에 더해, 결혼이나 아들의 탄생과 같은 축제 행사에서는 관례적으로 황제나 관료들에게 선물이 주어졌다.
황제는 제국의 필요와 상황에 따라 세금 수준을 결정하는 동시에 농민에게 과도한 부담을 주지 않도록 했다. 토지 소유자 또는 임차인은 토지세, 생산물세, 가분다(마을 이장) 유지관리를 위한 간접비 납부 등 다양한 세금을 납부하였다. 토지세는 토지의 종류, 생산물 및 상황에 따라 다양하였고 8%에서 16%까지 다양하였다. 941년의 바나바시 비문에는 지역의 오래된 관개수로가 말라버린 것으로 인한 토지세의 재평가가 언급되어 있다. 전쟁에 자주 참가하는 군대의 비용을 지불하기 위해 토지세가 20%까지 치솟았을 수도 있다. 제국의 대부분 지역에서는 토지세를 상품과 요역으로 지불했으며 현금으로 지불하는 경우는 거의 없었다. 정부가 벌어들인 모든 세금의 일부(보통 15%)는 유지 관리를 위해 마을에 반환되었다.
도공, 양치기, 직공, 석유공, 가게 주인, 노점 주인, 양조업자, 정원사 등 장인에게 세금이 부과되었다. 생선, 고기, 꿀, 의약품, 과일, 연료와 같은 부패하기 쉬운 필수품에 대한 세금이 16%나 높았다. 제국이 광산의 단독 소유권을 주장하지는 않았지만 소금과 광물에 대한 세금은 의무적으로 부과하였는데, 이는 민간 광물 탐사 및 채석 사업이 활발했을 수 있음을 암시한다. 국가는 사망한 법적 소유자에게 상속 청구를 할 직계 가족이 없는 모든 재산에 대한 소유권을 주장했다. 기타 기타 세금에는 페리세와 주택세가 포함되었다. 오직 브라만과 그들의 사원 기관만이 낮은 세율로 과세되었다.
라슈트라쿠타는 수바르나, 65곡의 은과 금의 드람마스, 48곡의 칼란주, 96곡의 가다나카, 15곡의 카수, 2.5곡의 만자티, 1.25곡의 아캄과 같은 동전을 발행했다.

## 문화

### 사회
연대기에는 힌두 사회 체제에서 일반적으로 알려진 네 가지 카스트보다 더 많은 카스트가 언급되어 있으며, 일부는 무려 7개에 달하는 카스트도 있었다. 유명한 10세기 페르시아/중앙아시아 인도학자인 알비루니는 브라만, 크샤트리야, 바이샤, 수드라의 네 가지 기본 카스트를 포함하여 16개의 카스트를 언급한다. 자카야 또는 라후드 카스트는 춤과 곡예를 전문으로 하는 공동체로 구성되었다. 항해, 사냥, 직조, 자갈 공예, 바구니 만들기, 낚시 등의 직업에 종사하는 사람들은 특정 카스트 또는 하위 카스트에 속했다. 안티야자 카스트는 부유한 사람들에게 많은 비천한 서비스를 제공했다. 브라만은 라슈트라쿠타 사회에서 가장 높은 지위를 누렸고, 사트-크샤트리야 하위 카스트(귀족 크샤트리야)에 속한 크샤트리야만이 더 높은 지위를 누렸다.
브라만의 경력은 일반적으로 교육, 사법, 점성술, 수학, 시, 철학 또는 세습 행정직 직업과 관련이 있다. 또한 브라만들은 비브라만 직업(농업, 빈랑 무역, 군부대)을 점점 더 많이 수행했다. 당시 라슈트라쿠타는 사형제가 존재하였지만, 황족 크샤트리야 하위 계급이나 (중세 힌두 인도에서 브라만을 살해한 것 자체가 극악한 범죄로 간주되었기 때문에) 극악무도한 범죄로 유죄 판결을 받은 브라만에게는 집행되지 않았다. 법을 집행하기 위한 대체 처벌로 브라만의 오른손과 왼발이 절단되어 장애인으로 만드는 형벌을 실시했다.
9세기에는 네 카스트의 군주들이 힌두 인도의 군주제에서 가장 높은 자리를 차지했다. 브라민과 함께 크샤트리아를 베다 학교에 입학시키는 것이 관례였지만, 바이샤와 수드라 카스트의 자녀들은 허용되지 않았다. 모든 카스트에 속한 사람들의 토지 소유권이 비문에 기록되어 있다. 상위 카스트의 카스트 간 결혼은 높은 지위에 있는 크샤트리아 소녀와 브라만 소년 사이에서만 이루어졌지만, 다른 카스트에서는 상대적으로 빈번했다. 카스트 간 행사는 드물었고 다양한 카스트의 사람들이 함께 식사하는 것을 피했다.
공동 가족이 일반적이었지만 형제, 심지어 아버지와 아들 사이의 법적 별거도 비문에 기록되었다. 여성의 토지 매매를 기록하는 비문이 존재하는 등 여성과 딸은 재산과 토지에 대한 권리를 가졌다. 중매결혼 제도는 여성에 대한 엄격한 조혼 정책을 따랐다. 브라만 소년들의 경우 16세 이하에 결혼했고 그들을 위해 선택된 신부는 12세 이하의 소녀들이었다. 이 연령 정책은 다른 카스트에서는 엄격하게 행해지지 않았다. 사티(죽은 사람의 미망인이 남편의 장례식용 화로에 자신을 묻히는 관습)가 행해졌지만, 비문에 기록된 몇 안 되는 예들은 대부분 황실에서 행해졌다. 과부의 머리를 깎는 제도는 미망인이 머리를 기르는 것은 허용되었지만 머리를 장식하는 것은 권장되지 않는다는 비문에 나와 있기 때문에 드물었다. 과부의 재혼은 상류층에서는 드물었고, 하위층에서는 더 많이 받아들여졌다.
일반적으로 남자들은 두 개의 단순한 천을 입었는데, 맨 위에는 헐렁한 옷을 입었고, 맨 아래 부분에는 도티처럼 입는 옷을 입었다. 황제만이 터번을 쓸 수 있었는데, 이 관습은 훨씬 나중에 대중에게 퍼졌다. 춤은 인기 있는 오락이었고, 비문에는 황궁에서 남성과 여성 모두 무용수들에게 황실 여성들이 매력을 느꼈다는 내용이 적혀 있다. 데바다시(신이나 사원과 "결혼"한 소녀들)들은 종종 사원에 있었다. 다른 레크리에이션 활동에는 같거나 다른 종의 동물 싸움에 참석하는 것이 포함되었다. 아타쿠르 비문(영웅석, 비르갈)은 사냥에서 멧돼지와 싸우다 죽은 불화의 서강가 왕 부투가 2세가 가장 좋아하는 사냥개를 위해 만들어졌다. 황족들이 사냥을 위해 사냥감을 보존했다는 기록이 남아 있다. 천문학과 점성술이 연구 대상으로 잘 발달했으며, 뱀을 산 채로 잡는 것이 여성의 순결을 증명하는 등 미신적인 신앙도 많았다. 불치병을 앓고 있는 노인들은 순례지의 신성한 물에 빠져 죽거나 불태워 죽는 것을 선호했다.

### 종교
라슈트라쿠타 황제들은 전통적인 종교적 관용의 정신으로 당시의 대중적인 종교를 지지했다. 학자들은 비문, 동전 및 현대 문헌을 근거로 라슈트라쿠타가 어떤 특정 종교를 선호했는지에 대한 다양한 주장을 제시했다. 일부에서는 라슈트라쿠타 왕조의 궁정에서 번성하고 산스크리트어, 칸나다어, 아파브람샤어와 프라크리트어로 글을 쓴 많은 학자들이 자이나교도였기 때문에 라슈트라쿠타가 자이나교에 기울었다고 주장하기도 한다. 라슈트라쿠타는 바갈코트구의 로카푸라와 그들의 충성스러운 봉신인 서강가 왕조와 같은 장소들에 잘 알려진 자이나교 사원들을 지었고, 슈라바나벨라골라와 캄바다할리에 자이나교 기념물들을 지었다. 학자들은 자이나교가 인구의 30% 이상을 차지하고 그 지역의 문화를 지배하는 제국의 중심부인 오늘날 카르나타카 지역의 주요 종교였다고 주장한다. 아모가바르샤 1세는 자이나교 히나세나의 제자였고, 그의 종교적인 글인 프라슈노타라 라트나말리카에 "바라다마나(마하비라)에게 절을 하고 프라슈노타라 라트나말리카를 쓴다"고 썼다. 수학자 마하비라차리야는 그의 가니타 사라상그라하에서 "아모가바르샤의 신하들은 행복하고 땅은 많은 곡물을 생산합니다. 자이나교를 따르는 니파퉁가 아모하바르샤 왕의 왕국이 더 멀리 그리고 넓게 확장되기를 바랍니다"라고 썼다. 아모가바르샤는 노년에 자이나교를 받아들였을수도 있다.
하지만, 라슈트라쿠타 황제들은 또한 힌두교의 시바파, 비슈누파, 샤크티파 역시 후원했다. 그들의 비문의 거의 대부분은 비슈누 신 또는 시바 신에 대한 호출로 시작된다. 산잔 비문에는 아모하바르샤 1세가 그의 제국에 재앙을 피하기 위해 콜하푸르의 락슈미 사원에서 왼손에 손가락 하나를 제물로 바쳤다고 적혀있다. 단티두르가는 히란야가르바 (마제)를 행했고, 고빈다 4세의 산잔과 캄바이 비문에는 브라만들이 라자수야, 바하페야, 아그니슈토마와 같은 의식을 수행했다고 언급되어 있다. 단티두르가(753)의 초기 동판 보조금에는 시바 신의 모습과 그의 후계자인 크리슈나 1세 (768)의 동전들이 파라마 마헤스와라 (시바의 다른 이름)라는 전설이 새겨져 있다. 베라나라야나와 같은 왕들의 칭호는 그들의 비슈누파 성향을 보여준다.  그들의 깃발에는 갠지스강과 야무나강이 표시되어 있었는데, 아마도 전대 왕조인 찰루키아의 것을 모방했을 것이다. 엘로라와 다른 바위를 깎은 동굴들에 있는 유명한 카일라스나타 사원은 힌두교가 번성하고 있었다는 것을 보여준다. 그들의 가족신은 라타나(라슈트라시에나, 마나사 빈디야바시니로도 알려져 있음)라는 이름의 여신으로 제국을 구하기 위해 매의 형태를 취했다. 살로티에 있는 사원은 시바와 비슈누의 추종자들을 위한 것이었고, 카르구드리에 있는 사원은 시바, 비슈누, 바스카라 (태양신 수리야)를 숭배하는 사람들을 위한 것이었다.
요컨대 라슈트라쿠타의 통치는 여러 대중 종교, 즉 자이나교, 비슈누교, 시바교에 관대했다. 이 무렵에는 불교가 크게 쇠퇴했지만, 불교 역시 지지를 받았고 담발이나 발리가비 같은 곳에서 인기가 있었다. 8세기에 아디 샹카라의 베단타 철학이 전파되면서 남인도 불교가 쇠퇴하기 시작했다. 일찍이 7세기에 남인도와 이슬람교의 접촉이 시작되었는데, 이는 남인도 왕국들과 아랍 사이의 무역에서 비롯되었다. 10세기경 라슈트라쿠타 제국에는 줌마 마스지드가 존재했으며, 해안가, 특히 카얄파탐과 나고레 등의 도시에서는 이슬람 사원이 번성했고, 무슬림들도 많이 거주했다. 무슬림 정착민들은 현지 여성과 결혼했고, 그들의 자녀는 마필라로 알려져 말 거래와 선박 함대 관리에 적극적으로 참여했다.

### 언어

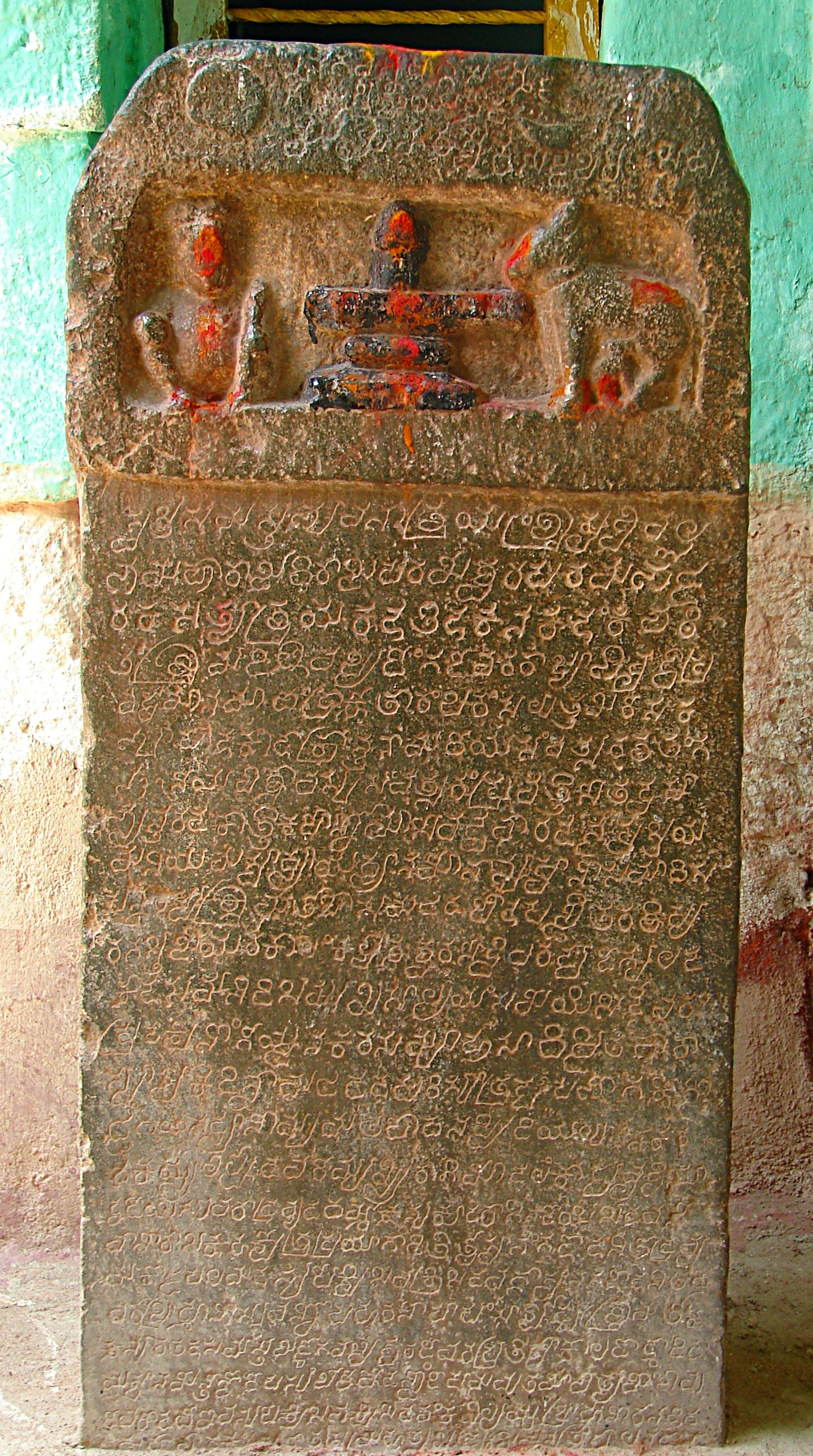
카르나타카주 쿠크누르의 나발링가 사원에 있는 9세기 고대 칸나다어 비문

6세기 초 북인도의 굽타 왕조의 종말과 함께, 주요한 변화들이 빈디야산맥의 남쪽 데칸과 인도의 남쪽 지역들에서 발생하기 시작했다. 이러한 변화들은 정치적일 뿐만 아니라 언어적이고 문화적이었다. 인도 아대륙의 왕실(타밀라캄 제외)들은 지역 칸나다어의 증가하는 사용과 확대되는 산스크리트 문화 사이를 중재했다. 이중 언어를 사용했던 것들을 포함한 비문들은 산스크리트어와 함께 주요 행정 언어로서의 칸나다어의 사용을 보여준다. 정부 기록 보관소는 토지 부여와 관련된 실용적인 정보를 기록하기 위해 칸나다어를 사용했다. 현지 언어는 데시(대중) 문학을 형성한 반면 산스크리트어로 된 문학은 마가(형식적) 문학에 가까웠다. 교육 기관과 고등 교육 기관(가티카)은 배운 브라만들의 언어인 산스크리트어로 가르쳤고, 칸나다어는 점점 더 개인 신에 대한 숭배자의 신앙적 친밀감을 개인적으로 표현하는 언어가 되었다. 부유하고 글을 읽을 줄 아는 자이나교도들로부터 받은 칸나다어의 후원은 결국 후세기의 신앙 운동에서 칸나다어를 사용하게 되었다.
동시대의 문헌과 비문에 따르면 칸나다어는 오늘날의 카르나타카 지역에서 인기가 있었을 뿐만 아니라 8세기에는 오늘날의 마하라슈트라 남부와 데칸 북부까지 더 북쪽으로 퍼졌다. 시학에 관한 작품인 카비라자마르가는 카베리강과 고다바리강 사이의 지역 전체를 "칸나다국"으로 지칭한다. 산스크리트어의 고등교육은 베다, 비야카라나(문법), 죠티샤 (천문학과 점성술), 사히티야 (문학), 미맘사(주해), 다르마샤스트라(법), 푸라나(의식), 냐야(논리) 과목들을 포함했다. 이 시기의 비문들을 조사한 것은 카비야 (고전주의) 문체가 인기가 있었다는 것을 보여준다. 기록 보관가들에 의한 비문들의 장점들과 결점들에 대한 인식은, 비록 평범한 시인들일지라도, 그들이 산스크리트어로 표준 고전 문학을 공부했다는 것을 나타낸다. 크리슈나 3세에 의해 쓰여진 칸나다어 비문은 오늘날 마디아프라데시주의 자발푸르까지 멀리 발견되었다. 아모가바르샤 1세의 칸나다어 시에 관한 작품인 카비라자마르가는 이 시기에 시에 대한 연구가 데칸에서 인기가 있었다는 것을 보여준다. 트리비크라마의 산스크리트어 작품인 날라캄푸는 아마도 데칸 시대의 샹푸 양식에서 가장 초기일 것이다.

### 문학

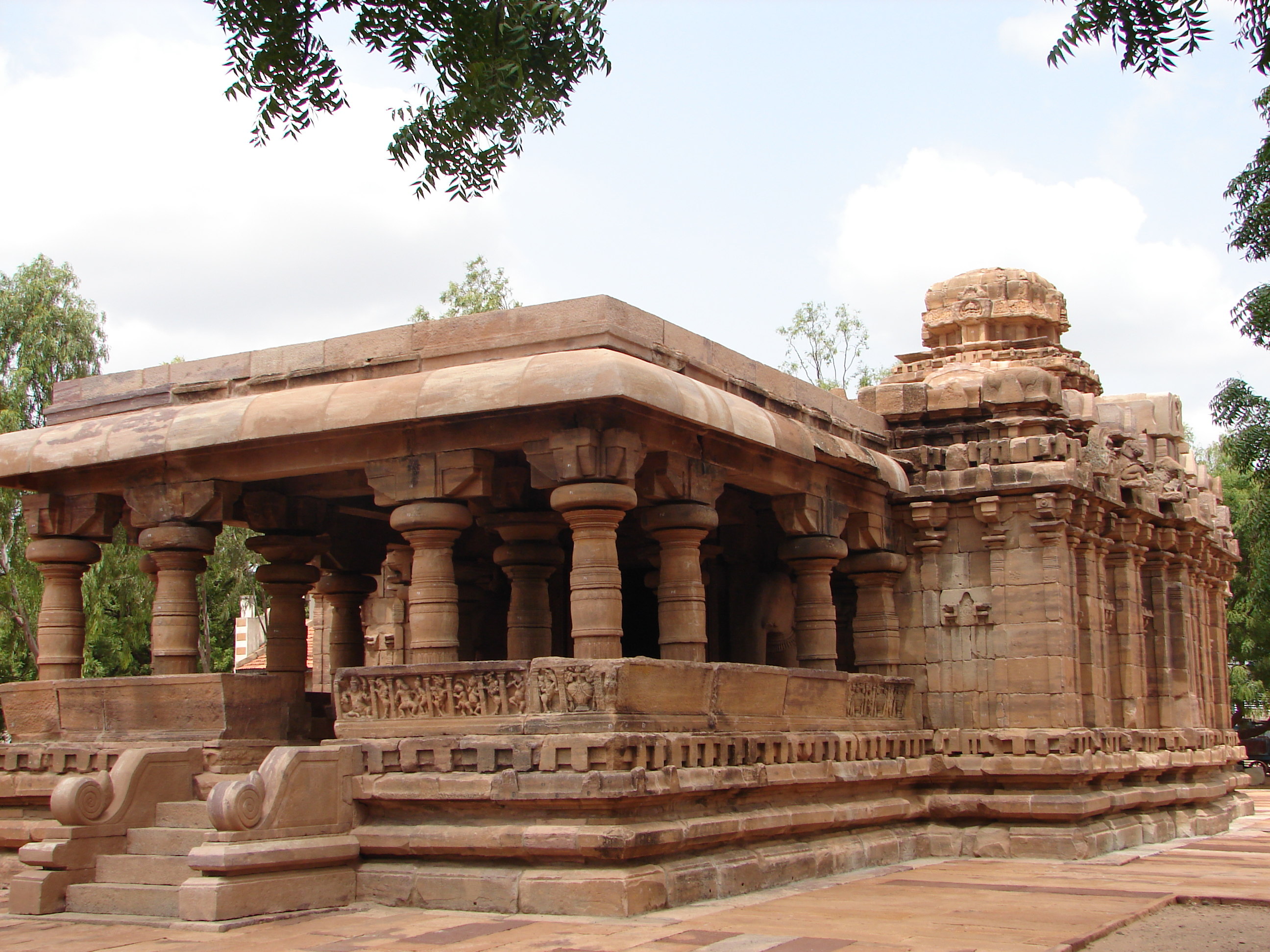
카르나타카주의 파타다칼에 있는 자이나교 나라야나 사원

칸나다어는 라슈트라쿠타 시대 동안 놀라운 성장, 존엄성 및 생산성을 보여주는 대본과 문학을 통해 문학적 언어로 더욱 두각을 나타냈다. 이 기간은 사실상 고전 프라크리트어와 산스크리트어 시대의 종말을 의미했다. 궁정 시인과 황족은 칸나다어와 산스크리트어로 산문, 시, 수사학, 힌두 서사시, 자이나교 티르탕카라들의 생애사와 같은 문학 형식을 아우르는 뛰어난 작품을 만들었다. 아사가와 같은 이중 언어 작가는 명성을 얻었으며, 마하비라차리야와 같은 저명한 학자들은 아모가바르샤 1세의 궁정에서 순수 수학에 대한 글들을 썼다.
아모가바르샤 1세가 쓴 '아비라자마르가'(850)는 칸나다어의 수사학과 시학에 관한 최초의 책이지만, 이 책을 통해 칸나다어 작문의 기본 양식이 이전 세기에 이미 존재했음을 알 수 있다. 카비라자마르가는 이러한 다양한 양식을 표준화하려는 시인들(카비쉬샤)에 대한 안내서이다. 이 책은 칸나다 초기 산문과 아마도 6세기 서강가 왕조의 군주였던 두르비니타와 같은 시 작가들을 가리킨다.
가장 영향력 있는 칸나다어 작가들 중 한 명으로 널리 여겨지는 자이나교 작가 아디카비 팜파는 아디푸라나(941)로 유명해졌다. 그것은 참푸 (혼성 산문-시체 양식) 양식으로 쓰여졌고, 최초의 자이나교 티르탕카라 리샤바데바의 전기이다. 팜파의 다른 주목할 만한 작품은 아르주나를 주인공으로 한 힌두교 서사시 마하바라타의 작가 버전인 비크라마르주나 비자야(941)이다. 팜파 바라타라고도 불리는 그것은 작가의 후원자인 베물라와다(라슈트라쿠타 봉신)의 찰루키아 아리케세리 왕의 칭송으로, 왕의 미덕을 아르주나의 미덕과 호의적으로 비교한다. 팜파는 고전 칸나다어 구사력을 보여주기 때문에 수세기에 걸쳐 학자들은 그의 작품에 대해 많은 해석을 썼다.
또 다른 유명한 자이나교 칸나다어 작가는 크리슈나 3세의 후원을 받은 스리 폰나였으며, 그의 16대 티르탕카라인 샨티나타의 삶에 대한 설명인 샨티푸라나로 유명했다. 그는 칸나다어와 산스크리트어 모두에 대한 그의 구사력으로 우바하야 카비차크라파티(2개 국어를 구사하는 최고의 시인)라는 칭호를 얻었다. 칸나다어로 된 그의 다른 글들은 부바나이카-라마브유야, 지나크샤라말레, 가타프라티야가타였다. 아디카이 팜파와 스리 폰나는 "칸나다어 문학의 보석"이라고 불린다.

9세기 칸나다의 고전 카비라자마르가의 연작으로, 사람들의 문학적 기량을 칭송하였다.

이 시대에도 산스크리트어로 된 산문 작품이 많았다. 중요한 수학 이론과 공리는 굴바르가 출신으로 카르나타카 수학 전통에 속했으며 아모가바르샤 1세의 후원을 받은 마하비라차리야에 의해 가정되었다. 그의 가장 큰 공헌은 9장으로 된 글인 가니타사라상그라하였다. 950년 소마데바수리는 벰물라바다에 있는 라슈트라쿠타의 봉신인 아리케사리 2세의 궁정에서 글을 썼다. 그는 야스틸라카 참푸, 니티바키얌리타 및 기타 글들의 저자였다. 참푸 글의 주요 목적은 자이나교의 신조와 윤리를 전파하는 것이었다. 두 번째 글은 자이나교 도덕의 관점에서 아르타샤스트라 주제를 명확하고 간결하게 검토한다. 오늘날 마이소르 지역의 하나소게 출신의 자이나교 금욕자 우그라디티야는 칼랴나카라카라는 의학 논문을 썼다. 그는 아모가바르샤 1세의 궁정에서 동물성 제품과 의약품의 금지를 권장하는 담론을 전달했다.
트리비크라마는 인드라 3세의 궁정에서 유명한 학자였다. 그의 고전은 산스크리트어로 된 참푸 양식의 초기인 날라캄푸 (915), 다마얀티 카타, 마달라사캄푸, 그리고 베굼라 판이었다. 전설에 따르면 사라스바티 여신이 황궁에서 경쟁자와 경쟁하고 있던 그를 도왔다고 한다. 지나세나는 아모가바르샤 1세의 영적인 교사이자 구루였다. 신학자로서의 그의 공헌은 다발라와 자야다발라(다른 신학자 비라세나와 함께 쓴 글)이다. 이 글들은 아티샤야다발라라고도 불렸던 그들의 후원자 황제의 이름을 따서 지어졌다. 지나세나의 다른 기여는 나중에 그의 제자인 구나바드라, 하리밤사,그리고 파르샤브유다야에 의해 완성된 아디푸라나였다.

### 건축

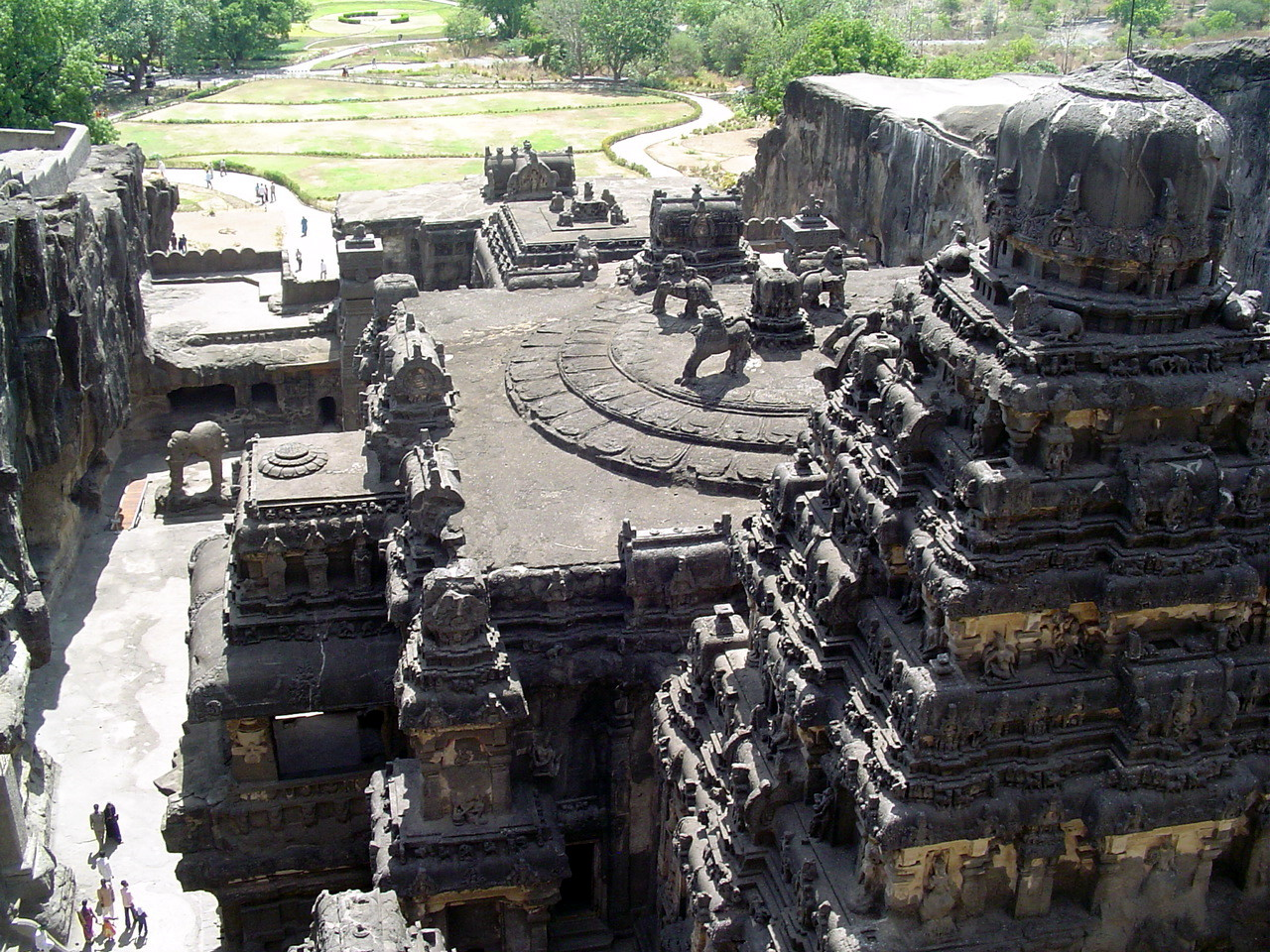
마하라슈트라주 엘로라의 카일라사나트 사원

라슈트라쿠타는 데칸의 건축 유산에 많은 기여를 했다. 미술사가 아담 하디는 그들의 건축 활동을 바다미 주변, 아이홀 주변, 파타다칼 주변, 굴바르가 근처 시르발 주변의 엘로라 세 학파로 분류했다. 예술과 건축에 대한 라슈트라쿠타의 공헌은 오늘날 마하라슈트라주에 위치한 자이나교 승려들이 거주하고 있는 엘로라와 엘레판타의 화려한 석굴 사원에 반영되어 있다. 엘로라 유적지는 원래 6세기 전반에 만들어졌을 것으로 추정되는 34개의 불교 동굴 단지의 일부였으며 구조적 세부 사항은 판디아의 영향을 보여준다. 힌두교인이 거주하는 동굴 사원은 후기 시대의 것이다.
라슈트라쿠타는 이러한 불교 석굴을 개조하고 암석을 깎은 사당을 다시 봉헌했다. 아모가바르샤 1세는 자이나교를 후원했으며 엘로라에는 그의 시대에 속하는 5개의 자이나교 석굴 사원이 있다. 엘로라의 라슈트라쿠타 작품 중 가장 광범위하고 호화로운 것은 그들이 유일무이한 카일라사나트 사원을 건립한 것인데, 이는 "발하라"의 위상을 "세계 4대 왕 중 하나"로 확인시켜주는 훌륭한 업적이다. 사원의 벽에는 라바나, 시바, 파르바티 등 힌두 신화에 나오는 경이로운 조각들이, 천장에는 그림들이 그려져 있다.
카일라나트 사원 프로젝트 라슈트라쿠타 지배가 데칸에서 남인도로 확산된 이후 크리슈나 1세가 의뢰한 것이다. 사용된 건축 양식은 아담 하디에 따르면 카르나타 드라비다라는 건축 양식이다. 나가라 양식에 공통적인 시카라 양식이 전혀 포함되어 있지 않으며 카르나타카 파타다칼의 비루파크샤 사원과 같은 선상에 지어졌다. 미술사학자 빈센트 스미스에 따르면 카일라사나트 사원에서의 업적은 단일암각화 사원의 건축적인 소모로 여겨지며 세계의 경이로움 중 하나로 여겨질 만하다. 미술사학자 퍼시 브라운에 따르면, 카일라사나트 사원은 타의 추종을 불허하는 암각화 작품으로, 여행자들을 항상 흥분시키고 놀라게 하는 기념물이다.

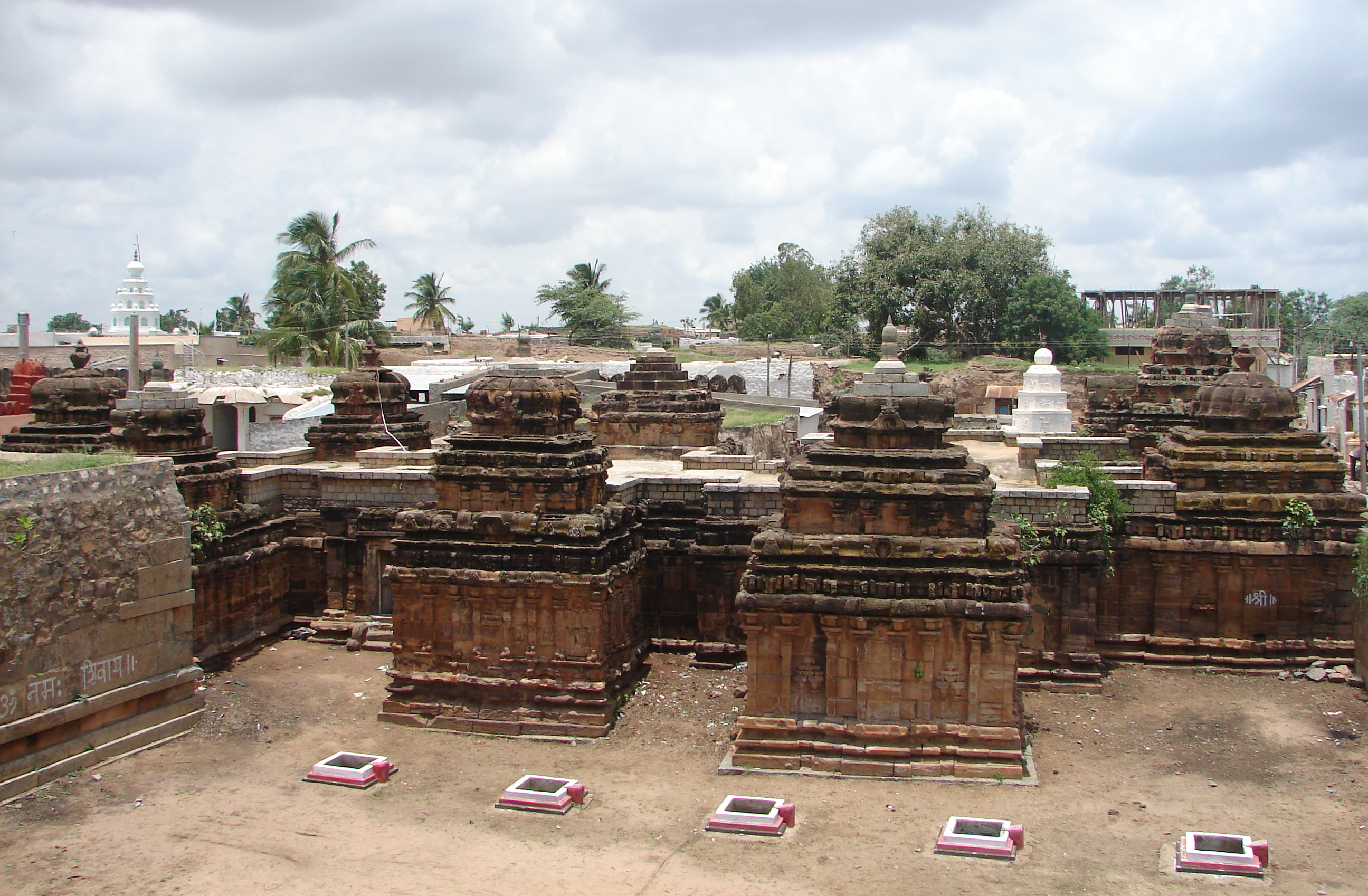
드라비다 양식의 건축물. 카르나타카 쿠크누르에 있는 나발링가 사원의 전경

일부 학자들은 엘레판타의 건축물이 칼라추리에 기인한다고 주장하는 반면, 다른 학자들은 그것이 라슈트라쿠타 시대에 지어졌다고 주장한다. 나타라자 및 사다시바와 같은 일부 조각품은 엘로라의 조각품보다 아름다움과 장인 정신이 뛰어나다. 엘레판타의 유명한 조각품으로는 아르다나리슈바라와 마헤샤무르티가 있다. 시바의 삼면 흉상인 후자는 길이 25 피트 (8 m)이다. 키가 크고 인도에서 가장 훌륭한 조각품 중 하나로 간주된다. 조각의 세계에서 이만큼 균형 잡힌 신을 묘사한 작품은 드물다고 한다.
카르나타카주에서 가장 유명한 사원은 유네스코 세계문화유산으로 지정된 파타다칼의 카시비슈바나타 사원과 자이나교 나라야나 사원이다. 다른 유명한 사원으로는 콘누르의 파라메슈와라 사원, 사바디의 브라흐마데바 사원, 세타브바, 콘티구디 2세, 아이홀의 자다라구디 및 암비게라구디 사원, 론의 말리카주나 사원, 훌리의 안다케슈와라 사원이 있다, 소갈의 소메슈와라 사원, 로카푸라의 자이나교 사원, 쿠크누르의 나발링가 사원, 산두르의 쿠마라스와미 사원, 굴바르가의 슈리발에 있는 수많은 사원, 이 사원들에 대한 고고학적 연구에 따르면 일부 사원은 훗날 벨루르와 할레비두의 호이살라가 많이 사용하게 될 별(다각형) 계획을 가지고 있음을 보여준다. 이 시기에 인도 건축에서 가장 풍부한 전통 중 하나가 데칸에서 형성되었는데, 아담 하디는 이를 전통적인 드라비다 양식과 달리 카르나타 드라비다 양식이라고 불렀다.

엘로라의 카일라사 사원
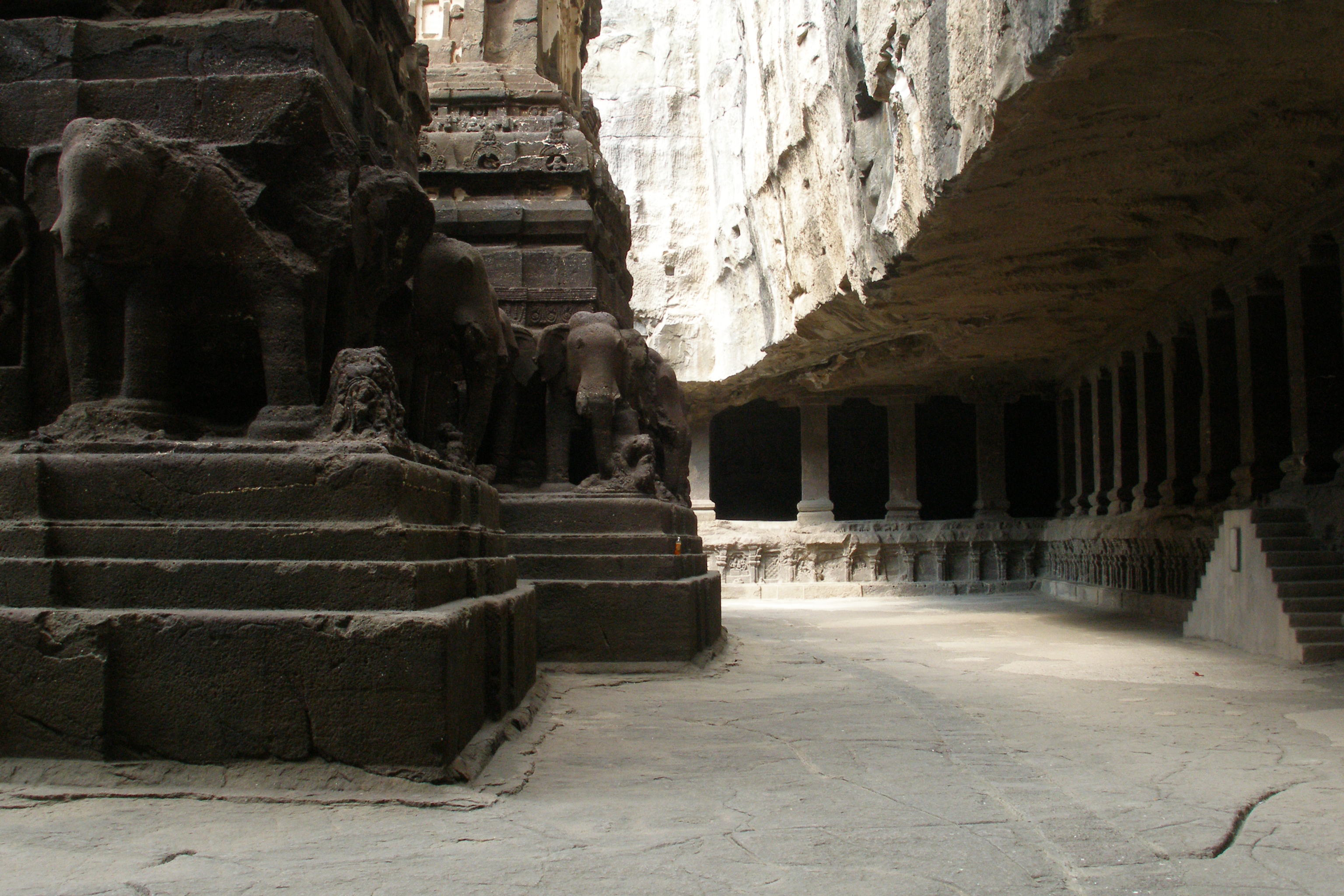
인테리어 및 아케이드
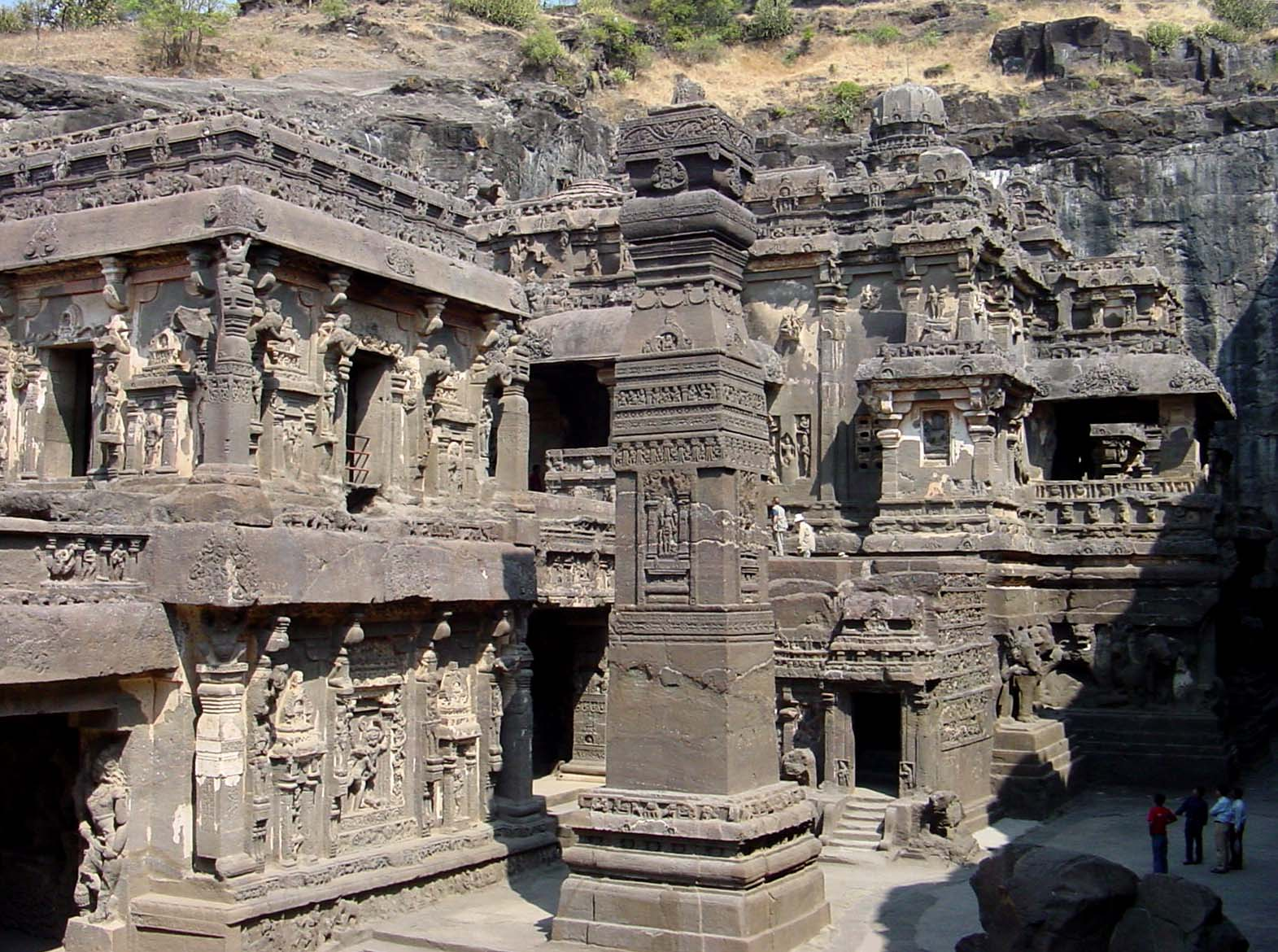
카일라사 사원은 엘로라에 위치한 고대 힌두 암석 절단 사원들 중 가장 큰 규모의 사원이다.
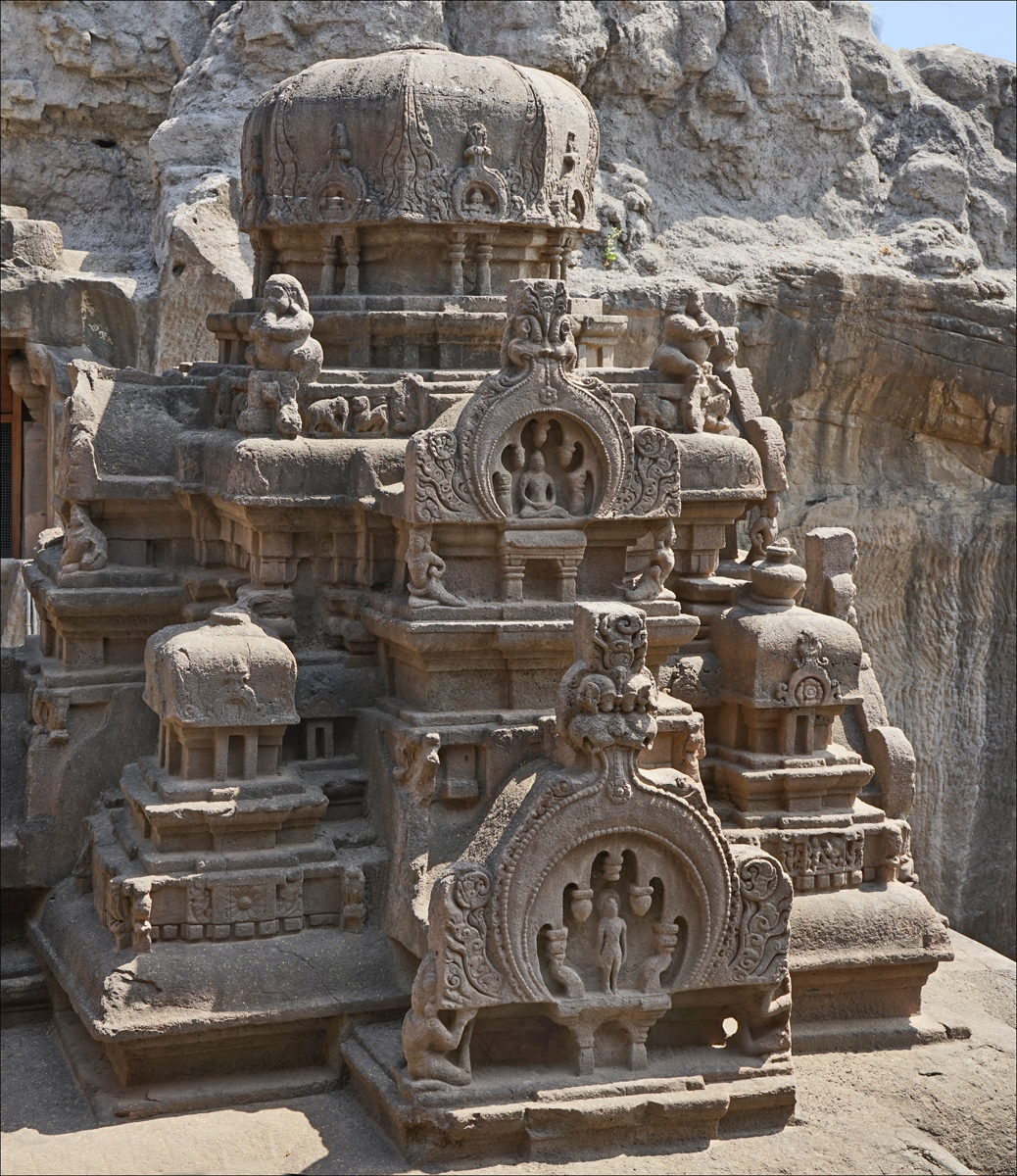
엘로라의 인드라 사바의 시카라

## 같이 보기
- 파타다칼

## 참고 문헌
- Altekar, Anant Sadashiv (1934) [1934]. 《The Rashtrakutas And Their Times; being a political, administrative, religious, social, economic and literary history of the Deccan during C. 750 A.D. to C. 1000 A.D》. Poona: Oriental Book Agency. OCLC 3793499.
- Chopra, P.N.; Ravindran, T.K.; Subrahmanian, N (2003) [2003]. 《History of South India (Ancient, Medieval and Modern) Part 1》. New Delhi: Chand Publications. ISBN 81-219-0153-7.
- De Bruyne, J.L. (1968) [1968]. 《Rudrakavis Great Poem of the Dynasty of Rastraudha》. EJ Brill.
- Dalby, Andrew (2004) [1998]. 《Dictionary of Languages: The Definitive Reference to More Than 400 Languages》. New York: Columbia University Press. ISBN 0-231-11569-5.
- Hardy, Adam (1995) [1995]. 《Indian Temple Architecture: Form and Transformation-The Karnata Dravida Tradition 7th to 13th Centuries》. Abhinav Publications. ISBN 81-7017-312-4.
- Houben, Jan E.M. (1996) [1996]. 《Ideology and Status of Sanskrit: Contributions to the History of the Sanskrit language》. Brill. ISBN 90-04-10613-8.
- Jain, K.C. (2001) [2001]. 《Bharatiya Digambar Jain Abhilekh》. Madhya Pradesh: Digambar Jain Sahitya Samrakshan Samiti.
- Kamath, Suryanath U. (2001) [1980]. 《A concise history of Karnataka : from pre-historic times to the present》. Bangalore: Jupiter books. LCCN 80905179. OCLC 7796041.
- Karmarkar, A.P. (1947) [1947]. 《Cultural history of Karnataka : ancient and medieval》. Dharwar: Karnataka Vidyavardhaka Sangha. OCLC 8221605.
- Keay, John (2000) [2000]. 《India: A History》. New York: Grove Publications. ISBN 0-8021-3797-0.
- Majumdar, R.C. (1966) [1966]. 《The Struggle for Empire》. Bharatiya Vidya Bhavan.
- Masica, Colin P. (1991) [1991]. 《The Indo-Aryan Languages》. Cambridge: Cambridge University Press. ISBN 0-521-29944-6.
- Narasimhacharya, R (1988) [1988]. 《History of Kannada Literature》. New Delhi, Madras: Asian Educational Services. ISBN 81-206-0303-6.
- Reu, Pandit Bisheshwar Nath (1997) [1933]. 《History of the Rashtrakutas (Rathodas)》. Jaipur: Publication Scheme. ISBN 81-86782-12-5.
- Pollock, Sheldon (2006) [2006]. 《The Language of the Gods in the World of Men: Sanskrit, Culture, and Power in Premodern India》. Berkeley: University of California Press. ISBN 0-520-24500-8.
- Rao, Seshagiri, L.S (1988) [1988]. 〈Epic (Kannada)〉.   Amaresh Datta. 《Encyclopaedia of Indian literature – vol 2》. Sahitya Akademi. ISBN 81-260-1194-7.
- Rice, E.P. (1982) [1921]. 《Kannada Literature》. New Delhi: Asian Educational Services. ISBN 81-206-0063-0.
- Rice, B.L. (2001) [1897]. 《Mysore Gazetteer Compiled for Government-vol 1》. New Delhi, Madras: Asian Educational Services. ISBN 81-206-0977-8.
- Sastri, Nilakanta K.A. (2002) [1955]. 《A history of South India from prehistoric times to the fall of Vijayanagar》. New Delhi: Indian Branch, Oxford University Press. ISBN 0-19-560686-8.
- Sen, Sailendra Nath (1999) [1999]. 《Ancient Indian History and Civilization》. New Age Publishers. ISBN 81-224-1198-3.
- Singh, Upinder (2008) [2008]. 《A History of Ancient and Early Medieval India:From the Stone Age to the 12th Century》. India: Pearsons Education. ISBN 978-81-317-1120-0.
- Thapar, Romila (2003) [2003]. 《Penguin History of Early India: From origins to AD 1300》. New Delhi: Penguin. ISBN 0-14-302989-4.
- Vaidya, C.V. (1979) [1924]. 《History of Mediaeval Hindu India (Being a History of India from 600 to 1200 A.D.)》. Poona: Oriental Book Supply Agency. OCLC 6814734.
- Warder, A.K. (1988) [1988]. 《Indian Kavya Literature》. Motilal Banarsidass. ISBN 81-208-0450-3.
- Arthikaje. “The Rashtrakutas”. 《History of karnataka》. OurKarnataka.Com. 2006년 11월 4일에 원본 문서에서 보존된 문서. 2006년 12월 31일에 확인함.
- Kamat, Jyotsna. “The Rashtrakutas”. 《Dynasties of the Deccan》. 2007년 2월 3일에 확인함.
- Sastri & Rao, Shama & Lakshminarayan. “South Indian Inscriptions-Miscellaneous Inscriptions in Kannada”. 《Rashtrakutas》. 2007년 2월 3일에 확인함.